# Abdullah bin Abdulaziz al-Saud
Abdullah bin Abdulaziz al-Saud (الملك عبد الله; Rijad, 1. kolovoza 1924. – Rijad, 23. siječnja 2015.), bio je kralj Saudijske Arabije. Na prijestolju je 1. kolovoza 2005. naslijedio polubrata Fahda. Njegovo puno ime je: Abdullah bin Abdulaziz bin Abdulrahman bin Faisal bin Turki bin Abdullah bin Muhammad bin Saud. Često kritiziran od zapadnih medija zbog kršenja ljudskih prava, a posebno nad ženama.  
Bio je apsolutni monarh: njegovo bogatstvo iznosi 23 milijarde američkih dolara.